# 坂柳有栖
坂柳 有栖（さかやなぎ ありす）は、衣笠彰梧によるライトノベル作品『ようこそ実力至上主義の教室へ』の登場人物の一人。作中の舞台となる高度育成高等学校の1年Aクラスに在籍する女子高校生。2年生編にて進級する。

## 作中設定

### 来歴
名門校・高度育成高等学校に入学し、Aクラスに所属する。持病を抱えているため、無人島特別試験や船上特別試験、体育祭には不参加となった。体育祭終了後、綾小路清隆を呼び出し、自身と清隆の関係性の告白と宣戦布告を行う。清隆の関心を引くために一之瀬帆波が犯罪者であると噂を流し、彼女を追い詰めようと画策した。1年の学年末試験で清隆と直接戦う機会を得、結果勝利するも学校側の介入によるものであったと知り、改めて清隆と対戦し敗北した。その後「綾小路のことが知りたくて仕方ない」と伝えさらに競い合うため清隆から距離をとる。2年になると清隆に思いを伝えた一之瀬に対し「傾倒し過ぎると痛い目に合う」と警告するが、その警告に従わない一之瀬から逆に綾小路に気があるではないかと指摘され、あながちそれが間違いではないことに気付く。

### 人物像
Aクラスで葛城康平と共にリーダーを務めるが、クラス内で彼とは敵対関係にある。父親は高度育成高等学校の理事長。容姿端麗で、自らを「天才」と称するほど高い知力を有しているが、先天性心疾患を患っているため医師から一切の運動を禁じられ、歩行時には杖の使用を学校から許可されている。普段は淑やかで言葉遣いは誰に対しても丁寧な一方、本性は冷酷であり、保守的な葛城とは対照的に非常に攻撃的な思考をしている。また、生徒会長の学ですらリーダーシップ能力を含めた坂柳の能力を称賛している。
実はホワイトルームの関係者であり、清隆の過去を知る数少ない人物の1人。実父が清隆の父親と接点を持っており、実父と共にホワイトルームにいる清隆を目撃するなど、過去に彼と面識があった模様。清隆の存在を認識してからは表向き無関係を装いながらも神室を使って彼を尾行させたり、龍園のDクラスに対する工作に配下と共に割って入り妨害行動を取ったりするなど、清隆に自分の手で勝利することにこだわり、他人に彼の本性が認識されることを避けようとしている。
身体のことは本人も気にしているらしく、歩くのが遅いことなどは申し訳なく思っている様子。龍園や清隆が得意とする腕力は彼女の一番の弱点であり、普段は数人のクラスメイトを同行させカバーしているが、清隆と共に月城の攻撃を受けた際には清隆の足を引っ張る形となっている。また、体型についてもコンプレックスを抱いており、高円寺から「リトルガール」と呼ばれた際には怒りを露にする場面もあった。

## キャラクター設定
トモセによれば、「他の女性キャラとは一風変わった強キャラ感」を出せるようにしたとのこと。

## 展開

### Web動画
2021年8月4日に『ようこそ実力至上主義の教室へ 2年生編』第4.5巻発売を告知するPVがYouTubeにて公開されており、ナレーションは日高里菜（坂柳有栖 役）が務めている。

### テレビアニメ
『ようこそ実力至上主義の教室へ』のテレビアニメは2017年7月から放送されており、本テレビアニメでは日高里菜が坂柳有栖役の声優を務める。第3期『ようこそ実力至上主義の教室へ 3rd Season』のキービジュアル第1弾では綾小路清隆と坂柳有栖が背中合わせに立つ姿が描かれた。
日高は坂柳について「感情が表に出にくい子」と表現したうえで、「ちょっとした心の動きや変化も丁寧に拾いながらアフレコを行った」と振り返っている。
原作小説とテレビアニメ版において以下のような相違点がある。
- 原作小説では1年生編第5巻にて初登場する[27][注 2]が、テレビアニメ版では第1期の時点で既に登場している[28]。

- 綾小路清隆に自身と清隆の関係性の告白と宣戦布告を行うシーンが、原作小説では体育祭終了後、アニメでは2期の13話（Cパートの軽井沢恵と別れた直後に坂柳有栖に会う）に変更されている。

## 評価

### 批評
ウェブサイト『EPICSTREAM』のライター・Rainee Yeeは坂柳有栖をありふれた普通のキャラクターではないと評している。同氏は、綾小路清隆と同様に他人を操ることができる上に狡猾である点と彼女自身が欲するものを手に入れるために、自身の魅力をいつ発揮させるべきなのかを把握している点が面白いとしている。
書評家・ライターのタニグチリウイチは作中に登場するクラスリーダーを務める女子を引き合いに出した上で坂柳有栖について突出した点があるとしている。堀北クラスをまとめる堀北鈴音はリーダーの資質は備えながらも生真面目な性格が災いし、清隆の助力無しでは裏切りが発生する戦いで勝つことは厳しく、一之瀬クラスをまとめる一之瀬帆波は誰にでも手を差し伸べる優しさを持ちながらも坂柳の手のひらで踊らされている面もありリーダーとして不安な面がある。一方で坂柳は冷徹で執念深い面を儚げな容姿に隠しながらリーダーとして君臨しており、このような人物であればAクラスでの卒業へと導いてくれることを信じたくなると評している。

### 『このライトノベルがすごい!』による評価
『このライトノベルがすごい！』女性キャラクター部門では2020年度に初のトップ20入りを果たした。
| 年   | 賞                             | 部門                 | 順位 |
| ---- | ------------------------------ | -------------------- | ---- |
| 2019 | このライトノベルがすごい！2020 | 女性キャラクター部門 | 19位 |
| 2020 | このライトノベルがすごい！2021 | 女性キャラクター部門 | 21位 |
| 2021 | このライトノベルがすごい！2022 | 女性キャラクター部門 | 25位 |
| 2022 | このライトノベルがすごい！2023 | 女性キャラクター部門 | 17位 |
| 2023 | このライトノベルがすごい！2024 | 女性キャラクター部門 | 22位 |

### 人気投票・読者アンケート等
原作小説11巻と11.5巻の巻末アンケートの集計データを元にした「彼女にしたいランキング」では4位を獲得している。
「ねとらぼ調査隊」が2024年4月に実施した「アニメ『ようこそ実力至上主義の教室へ 3rd Season』で好きなキャラは？」と題した読者アンケートでは4位を獲得している。